# Stockholm WCT 1976 - Doppio
Il doppio del torneo di tennis Stockholm WCT 1976, facente parte della categoria World Championship Tennis, ha avuto come vincitori Aleksandre Met'reveli e Ilie Năstase che hanno battuto in finale Tom Okker e Adriano Panatta con il punteggio di 6–4, 7–5.

## Teste di serie
1. Aleksandre Met'reveli /  Ilie Năstase (Campioni)

1. Wojciech Fibak /  Karl Meiler (primo turno)

## Tabellone

### Legenda
| - Q = Qualificato - WC = Wild card - LL = Lucky loser | - ALT = Alternate - SE = Special Exempt - PR = Protected Ranking | - w/o = Walkover - r = Ritirato - d = Squalificato |

|  | Quarti di finale             | Quarti di finale                   | Quarti di finale                   | Quarti di finale | Quarti di finale |  |  | Semifinali                         | Semifinali                         | Semifinali                         | Semifinali                         | Semifinali                |   |   | Finale                             | Finale                             | Finale                             | Finale | Finale |  |
|  |                              |                                    |                                    |                  |                  |  |  |                                    |                                    |                                    |                                    |                           |   |   |                                    |                                    |                                    |        |        |  |
|  | 1                            | Aleksandre Met'reveli Ilie Năstase | Aleksandre Met'reveli Ilie Năstase | 6                | 6                |  |  |                                    |                                    |                                    |                                    |                           |   |   |                                    |                                    |                                    |        |        |  |
|  |                              | Jiří Hřebec Jan Kodeš              | Jiří Hřebec Jan Kodeš              | 2                | 4                |  |  | Aleksandre Met'reveli Ilie Năstase | Aleksandre Met'reveli Ilie Năstase | Aleksandre Met'reveli Ilie Năstase | Aleksandre Met'reveli Ilie Năstase | w/o                       |   |   |                                    |                                    |                                    |        |        |  |
|  | Björn Borg Guillermo Vilas   | Björn Borg Guillermo Vilas         | 6                                  | 5                | 6                |  |  | Björn Borg Guillermo Vilas         | Björn Borg Guillermo Vilas         | Björn Borg Guillermo Vilas         | Björn Borg Guillermo Vilas         |                           |   |   |                                    |                                    |                                    |        |        |  |
|  | Rolf Norberg Jan Zabrodsky   | Rolf Norberg Jan Zabrodsky         | 2                                  | 7                | 4                |  |  |                                    |                                    |                                    |                                    |                           |   |   | Aleksandre Met'reveli Ilie Năstase | Aleksandre Met'reveli Ilie Năstase | Aleksandre Met'reveli Ilie Năstase | 6      | 7      |  |
|  | Mark Edmondson Bob Giltinan  | Mark Edmondson Bob Giltinan        | Mark Edmondson Bob Giltinan        | 6                | 6                |  |  |                                    |                                    | Tom Okker Adriano Panatta          | Tom Okker Adriano Panatta          | Tom Okker Adriano Panatta | 4 | 5 |                                    |                                    |                                    |        |        |  |
|  | Birger Andersson Dick Crealy | Birger Andersson Dick Crealy       | Birger Andersson Dick Crealy       | 3                | 2                |  |  | Mark Edmondson Bob Giltinan        | Mark Edmondson Bob Giltinan        | Mark Edmondson Bob Giltinan        | 1                                  | 1                         |   |   |                                    |                                    |                                    |        |        |  |
|  |                              | Tom Okker Adriano Panatta          | Tom Okker Adriano Panatta          | 6                | 6                |  |  | Tom Okker Adriano Panatta          | Tom Okker Adriano Panatta          | Tom Okker Adriano Panatta          | 6                                  | 6                         |   |   |                                    |                                    |                                    |        |        |  |
|  | 2                            | Wojciech Fibak Karl Meiler         | Wojciech Fibak Karl Meiler         | 4                | 1                |  |  |                                    |                                    |                                    |                                    |                           |   |   |                                    |                                    |                                    |        |        |  |